# CSU Voința Sibiu

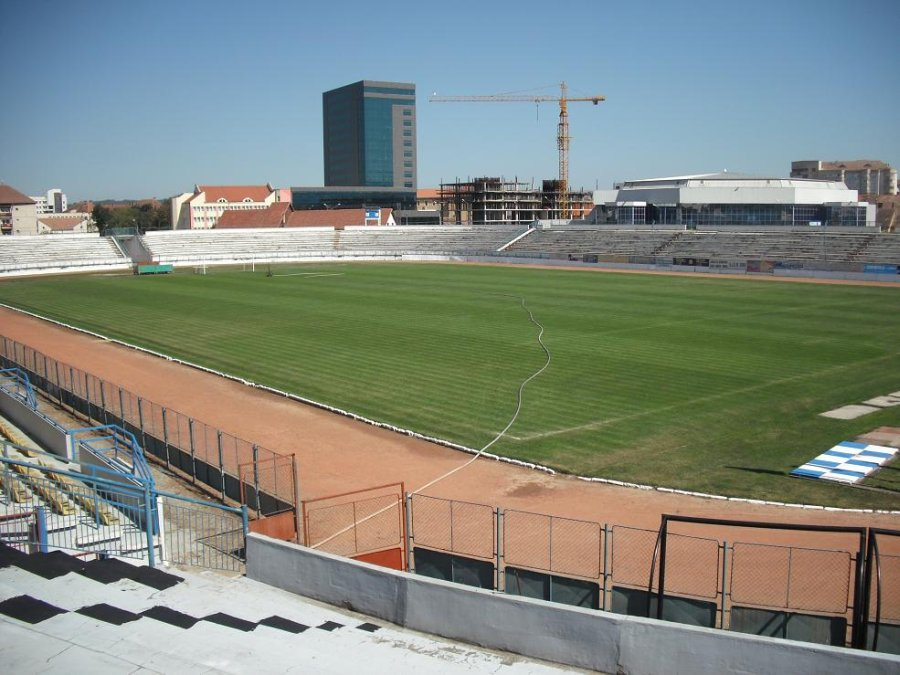
Het Stadionul Municipal

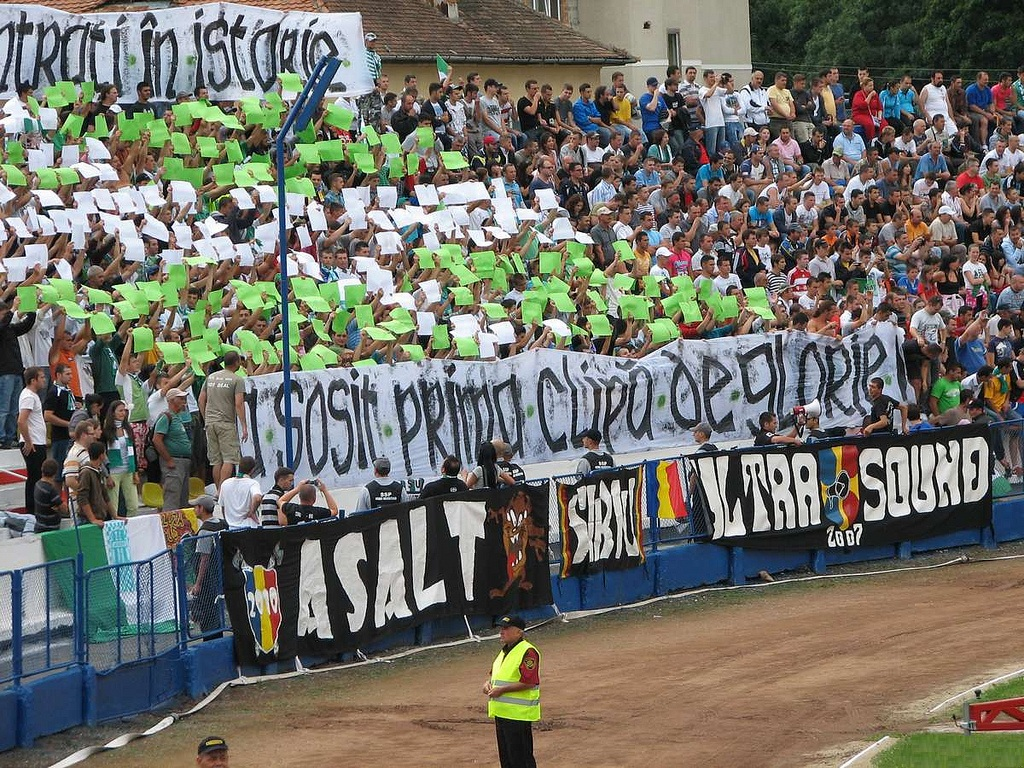
Fans tijdens de thuiswedstrijd op 23 juli 2011 tegen Steaua Boekarest

CSU Voința Sibiu was een Roemeense voetbalclub uit Sibiu.
De club werd in 2007 opgericht nadat FC Sibiu en daarvoor FC Inter Sibiu opgeheven waren. In 2008 werd de club kampioen op het vierde niveau en een seizoen later op het derde. In 2011 promoveerde de club na play-off wedstrijden tegen Săgeata Năvodari voor het eerst naar de Liga 1. De club eindigde als zestiende en degradeerde direct weer. Na elf speelrondes in het seizoen 2012/13 in de Liga 2 werd de club wegens financiële problemen uit de competitie genomen en ging snel daarna failliet. 